# ジョージ・ハンディ
ジョージ・ハンディ（George Handy、1920年1月17日 - 1997年1月8日）は、アメリカのジャズ編曲家、作曲家、ピアニストであり、その音楽の始まりは作曲家アーロン・コープランドの指導の下で培われた。ピアニストとして素晴らしいキャリアを持っていたが、現在ではビバップのアレンジで最もよく知られている。

## 略歴
ニューヨークに生まれたハンディは、1938年にマイケル・ローリングのスウィング・ピアニストとなってプロとして働き始めたが、すぐ1940年にアメリカ陸軍へと徴兵された。1944年から1946年まで、ボイド・レーバン・オーケストラのメンバーを務め、ピアノで作曲し、演奏した。この頃は、数多くのビッグバンドが音楽の傾向をビバップへと転換していた時期であった。彼はパラマウント・スタジオでの仕事のため一時的にオーケストラを離れたが、すぐにレーバンの元へと戻った。この期間中が最も創造的な時期の1つに入り、明らかにビバップの品質を備えた古いスタンダードのアレンジを行った。しかし全盛期を迎えた矢先、レーバンと不仲となってグループを脱退。その後のキャリアにおいても、他のミュージシャンの編曲をし続けたが、最も記憶に残っているのは1944年から1946年にかけての時期である。オールミュージックは「彼は1956年から1957年にかけてズート・シムズのコンボにおけるピアニストを務め、1960年代後半には『ダウン・ビート』誌の評論家として活動した時期もあったが、最後の40年間は主にジャズ以外で活動した」と記した。
ハンディは1997年1月にニューヨーク州ハリスにて、心臓病のため76歳で亡くなった。

## ディスコグラフィ

### リーダー・アルバム
- 『ハンディランドUSA』 - Handyland U.S.A. (1954年、"X")
- By George! (Handy, of Course) (1956年、"X")[5]

### 参加アルバム
- チャーリー・パーカー : 『オン・ダイアル完全盤』 - The Complete Dial Sessions (1993年、Stash)[6]
- ボイド・レーバン : Jewells (1980年、Savoy)[7]
- ズート・シムズ : 『ズート!』 - Zoot! (1957年、Riverside)[8]